# 鹤龙站
鹤龙站是广州地铁14号线的在建车站，位于中国广东省广州市白云区鹤龙一路（106国道）与鹤边军民东路交叉口西南侧、规划广州设计之都西扩区西侧。

## 车站结构

### 车站楼层
本站共设有三层，车站长155米，标准段基坑开挖深度24.13米。地面为车站各出入口，周边为鹤龙一路、鹤边军民东路及邻近建筑；地下一层为站厅；地下二层为车站设备层；地下三层为14号线站台。
| 地下一层 | 站厅                       | 售票機、客服中心、商店、警务室、安检设施 |  |  |
| 地下二层 | 设备层                     | 车站设备                                 |  |  |
| 地下三层 | 2 站台                     | █14号线 广州火车站方向（下站：鹤边）     |  |  |
|          | 岛式站台（卫生间、母婴室） |                                          |  |  |
|          | 1 站台                     | █14号线 东风方向（下站：彭边）           |  |  |

### 站台
本站设有一个岛式站台，位于鹤龙一路的地底。

## 历史
本站在规划及建设被时命名为鹤南站。2025年7月，广州市交通运输局公示14号线二期初定站名，本站拟命名为鹤龙站。
车站于2019年1月28日开工建设，2020年5月开始围护结构施工，2022年4月5日实现主体结构封顶，2025年4月完成“三权”移交。